# NGC 2603
NGC 2603 é uma galáxia  localizada na direcção da constelação de Ursa Major. Possui uma declinação de +52° 50' 25" e uma ascensão recta de 8 horas, 34 minutos e 31,2 segundos.
A galáxia NGC 2603 foi descoberta em 9 de Fevereiro de 1850 por William Parsons.